# Эдози, Сэмьюэл
Сэмьюэл Икечукву Эдози  (англ. Samuel Ikechukwu Edozie; род. 28 января 2003, Лондон) — английский футболист, вингер клуба «Саутгемптон».

## Клубная карьера
Эдози начал молодёжную карьеру в клубе «Миллуолл», откуда в июле 2019 года перешёл в «Манчестер Сити». В 2021 году начал в стартовом составе «горожан» матч за Суперкубок Англии.
1 сентября 2022 года Эдози перешёл в «Саутгемптон» и подписал с новым клубом пятилетний контракт. Через два дня он дебютировал в Премьер-лиге, выйдя на замену в матче против «Вулверхэмптон Уондерерс».

## Карьера в сборной
Выступал за сборные Англии до 18 и до 19 лет.